# Ја мрзим интернет
Ја мрзим интернет је роман америчког књижевника Џарет Кобека објављен 2016. године. У Србији је преведен наредне, 2017. године. 
Роман прати Аделину, полупознату, средовечну уметницу стрипова, и друге становнике Сан Франциска док покушавају да се крећу светом који им даје слободан говор преко Твитера. Након што је видео на којем Аделине износи контроверзна мишљења објављен на интернету, она проводи велики део романа покушавајући да поправи своју негативну репутацију на мрежи. Роман је представљен као нелинеарни наратив са тангенцијалним коментарима људи и догађаја из стварног света, као и прича о Аделини и њеним пријатељима.

## Порекло
Џарет Кобек је турско-амерички писац који тренутно живи у Калифорнији. Био је инспирисан да напише роман након отварања ресторана у истој улици у којој је живео. Оснивање овог ресторана узнемирило је Кобека јер је веровао да је „немогуће гледати на то, а не видети џентрификацију."  Видео је како други становници тог краја протестују због ресторана. Кобек је одлучио да је „у Сан Франциску све битка, све је борба” и да је већина ове гентрификације настала због интернета и великих технолошких компанија, као што су Гугл или Твитер. Кобек се касније преселио у Лос Анђелес да би избегао своје негативно искуство у Сан Франциску.
Кобек је такође пронашао инспирацију из свог запажања о непотребној важности коју појединци придају друштвеним медијима, као што је Твитер. Он не верује да је ослањање на друштвене мреже и злостављање жена, као и других мањина ефикасан начин да се води друштво, и у покушају да призна чињеницу да „ова технологија која изгледа заиста добра у омогућавању мизогиније и злостављања жена је створена у просторијама у којима није било жена.“ Кобек се осећа као да је Твитер „друштвена мрежа која чини да сви звуче као 15-годишњаци“. Такође сматра да интернет пружа место појединцима да објављују свашта о питањима која други појединци почињу да схватају превише озбиљно, чиме се олакшава сукоб.

## Радња романа
Аделин, главна јунакиња, одрасла је у Пасадени у Калифорнији са својом мајком Сузан, која је постала алкохоличарка након смрти свог мужа. Током свог боравка у Калифорнији, Аделин усваја трансатлантски акценат гледајући Одри Хепберн у Доручку код Тифанија. Године 1986. сели се у Њујорк, где упознаје своју будућег најбољег пријатеља Бејби. Бејби ју је спасио премлаћивањем дечка који ју је варао. Њих двоје се враћају да живе са Аделинином мајком у Пасадени 1988. Две године касније Аделине дипломира на Универзитету Парсонс. Године 1993. Аделине се сели код Џеремија Винтерблоса и његове супруге Минерве када оду у Сан Франциско 1996. Док живи са њима, Аделин открива да је трудна. Отац је у то време био њен дечко, Неш Мек. Отприлике у то време, Џереми и Аделин одлучују да направе стрип под називом Трил, измишљену причу о антропоморфној мачки. Џереми је писао, док је Аделина илустровала.
Због перципиране расистичке и сексистичке природе индустрије стрипова, Аделин и Џереми одлучују да пишу под псеудонимима Ј.В. Блос и М. Абрахамович Петрович. Стрип постаје донекле успешан и нуди му се филмски уговор. Током продукције филма, Аделине упознаје писца Ј. Карасехенема и они постају пријатељи. Прави идентитет Џеремија и Аделине остаје тајна све док их продуцент случајно не открије на конференцији за штампу. Ово пројектује Аделину и Џеремија у полуславу. У међувремену, Аделина рађа и свом сину даје име Емил по свом покојном брату који је извршио самоубиство. Када Емил има 12 година, одлучује да је Аделине чудна са својим смешним начином говора и чудним мишљењима. Постаје му непријатно због ње и тражи да живи са његовим оцем. Аделине се слаже јер ће и даље моћи да га виђа већину током викенда. То је све док Емила не пошаљу да живи са Сузаном и Аделин више не може да ступи у контакт са њим. Ово доводи до тога да се Емил и Аделина отуђују.
Бејби је геј писац научне фантастике. Једна од његових књига, Ени Зеро, доживела је запажен успех. На забави поводом књиге, Аделин упознаје Кристин, трансродну жену. Њих двое су се одмах спријатељиле, јер ниједна није прочитала Бејбину књигу. Кристин позива Аделину на вечеру. Тамо Аделине упознаје Ерика Вилемса. Вилемс препознаје Аделину из филмске продукције Трил. Њих двоје започињу везу.
Ј. Карасехенем се сели у Сан Франциско 2010. и води Аделин на многе друштвене догађаје где упознаје Кевина Килијана. Постају добри пријатељи. Године 2013. Кевин Килијан тражи од Аделин да говори испред једног од његових предавања. У свом говору, Аделин изгледа не може да остане на теми. Често прелази са теме на тему, од жена у технологији до Бијонсе и Ријане. Ова мишљења су била непопуларна међу младима и честим корисницима интернета. Била је 45-годишња жена која је говорила против ствари које је волела млађа генерација. Није ни знала да је један од ученика снимио цело њени излагање и поставио је на Јутјуб.
Следећег јутра, Аделин се буди и открива да је почела да добија поруке мржње. Зове Џеремија да пита шта да ради. Он јој каже да отвори Твитер налог и одговори. Затим, она зове Ј. Карасехенема. Он јој каже да само пусти да то прође. Бејби јој не одговара а Ерик баш и не обраћа пажњу на оно што се дешава, а Кристин каже да Твитер није њена ствар.
Чланак се појављује у интервјуу када се Аделин још увек претварала да је Рус (под њеним псеудонимом, М. Абрахамович Петровић). Она је означена као женомрзац. Аделин, фрустрирана, одлучује да се бори против ових тврдњи и отвара налог на Твитеру. Она твитује своја мишљења. Док су неки од њих пријатни, многи од њих нису и прилично су срамотни. Њено коришћење Твитера доводи до тога да Емил дође до ње. Емил каже да сматра да је њено коришћење Твитера срамотно. Видео њеног говора је постао виралан, а људи су јој чак прилазили на улицама и питали да ли је она жена са Јутјуба. Она узима да их лаже и каже да је она заправо Марина Абрамовић, јер њих двоје деле сличност. Аделин коначно твитује нешто због чега јој Џереми каже да престане да твитује и мејлови поново пристижу о Аделини.
Ј. Карасехенем говори Аделин да се он и његова девојка селе због џентрификације. Аделин се плаши да ће их, ако оду, ускоро следити и остали. Аделин посећује Кристину. Она каже Аделини да се, након што се уда, и она сели из Сан Франциска.
Последње вечери Ј. Карасехенема у Сан Франциску, он и Аделин иду на врх Твин Пикса. Почиње да се жали на Сан Франциско, о свему што није у реду са градом. Аделин једноставно гледа и ћути.
Нова година је и Аделин је на забави са људима које једва познаје. Она одлази и састаје се са Минервом и једним од њених партнера, Саламом. Неко је коначно препознаје као Аделин и она не може да се извуче претварајући се да је Марина Абрамовић. Док Аделин одлази, тражи да се нађе са Ериком. Ерик је изнервиран њеним чудним стилом говора и оставља је да стоји на улици. Аделин почиње да хода. Док поред ње пролази аутобус са рекламом Гугла, њен телефон зуји од порука и претњи смрћу на Твитеру.

## Ликови
| Имена ликова      | Опис |
| ----------------- | --- |
| Аделин            | Аделин је „централна личност“ романа. Она је илустраторка/уметница стрипова средњих четрдесет година из Пасадене у Калифорнији. Аделин има корене из богате породице. Деведесетих је усвојила трансатлантски акценат (често користећи речи попут „драга“) након што је гледала филм Доручак код Тифанија. |
| Џереми Винтерблос | Џереми је са Аделином радио на њиховој серији стрипова, Трил. Он је био писац. |
| Феликс Трил       | Феликс је главни лик Аделинине и Џеремијеве стрип серије Трил. Феликс је антропоморфна мачка која се кретала кроз квази-средњовековни свет, откривајући прогањајуће видике док се бори против других антропоморфних животиња.                                                                             |
| Карасенехем       | Пријатељ и бивши љубавник Аделин чије презиме је турско и значи „Црни пакао“. |
| Бејби             | Бејби је Аделинин најбољи геј пријатељ. Он је писац научне фантастике и аутор књиге „Ени Зеро“. |
| Џек Кирби         | Џек Кирби је био креативни геније који никада није завршио средњу школу. Био је Јеврејин, што га је довело до тога да је почео да црта стрипове о премлаћивању нациста. Такође је помогао у стварању многих познатих ликова Марвел као што су Осветници, Црни пантер, Доктор Дум, и Ант-Ман.              |
| Кевин Килијан     | Кевин је талентовани писац нарације чије су познатије књиге биле „Стидљива“ и „Немогућа принцеза“. Кевин је предавао на Калифорнијском колеџу уметности. Он је наставник ученика који је њен видео поставио на Интернет.                                                                                  |
| Ерик Вилемс       | Ерик ради са информационим и Интернет старт-ап компанијама. Веома је богат и воли књижевност за младе. Такође има сексуалне односе са Аделином. |
| Елен Флиткрафт    | Елен је двадесетогодишња жена коју је подигла њена бака и живи у Новом Мексику. Похађала је Универзитет Калифорније, Лос Анђелес и дипломирала на њиховој филмској школи. |
| Кристин           | Кристин ради као помоћник библиотекара на Универзитету Калифорније, кампусу Парнасус. |

## Теме

### Раса и џентрификација
Мрзим Интернет садржи једну централну тему: Интернет је непријатељ интелекта. У роману се помиње популарност Твитера међу црначком заједницом, што Кобек наводи да је иронично јер је Твитер био одговоран за „ревитализацију“ (џентрификацију) сиромашног, првенствено црног кварта за смештај њиховог центра. Роман дефинише џентрификацију као „...шта се десило граду када су људи са вишком капитала желели да њихов капитал произведе више капитала, а да при томе не приписује никакву вредност раду.“ Као коришћење Твитера, посебно у црначка заједница, порасла, Твитеров приход од оглашавања порастао. Кобек објашњава да је интелектуална својина корисника „Црног Твитера“ била профитабилна за мрежу друштвених медија која не подржава црначку заједницу. У поглављу 32, Ј. Карасехенем говори о уоченој злонамерности Интернета и о томе како протести на Интернету неће бити успешни. Сајтови друштвених медија које људи користе да протестују само зарађују новац за сајтове.

### Џек Кирби
Џек Кирби је био оригинални творац многих значајних Марвелових ликова и серија, укључујући Фантастичну четворку, Невероватног Хулка и Др. Кирби је описан као „...појединац којег је америчка индустрија стрипова највише зезнула. Кобек описује америчку индустрију стрипа као „савршену дестилацију свега корумпираног и подмитничког понашања својственог нерегулисаном капитализму.“  Он је радио по најам за Марвела. У роману рад за најам описан је као „један од многих лоших послова које су предузећа понудила креативним људима... плаћамо вам довољно да једете и чувамо све што направите“. Док је радио за Марвел, Кирби је створио Капетана Америку, Фантастичну четворку, оригиналне Икс-Мен, Осветнике, Тора, Локија, Ирон Ман-а, Невероватног Хулка и Ант-Ман-а.

## Критика
Ја мрзим Интернет је добио углавном позитивне критике, укључујући и The New York Times и The Guardian. Двајт Гарнер из Њујорк тајмса такође је понудио своје мишљење о књизи: „Мој савет? Одјавите се са Твитера на један дан. Узми ову књигу уместо тога.“ Стивен Пул из Гардијана описао је роман као „побеснелу комедију“ пуну једноструких текстова.